# Turbo Core
Turbo Core is een versnellingstechniek voor specifieke processors van AMD, die werd geïntroduceerd in 2010 voor de Phenom II X6-serie.

## Werking
De kloksnelheid van de processor wordt automatisch verhoogd voor zeer intensieve processen, zodat hogere prestaties gedurende een korte tijd worden geleverd. Dit in tegenstelling tot AMD's PowerNow! en Cool'n'Quiet, waarbij de kloksnelheid juist wordt verlaagd om energie te besparen.

## Ondersteuning
Turbo Core wordt ondersteund door de volgende AMD-processors:
- Athlon
- APU
- Epyc
- FX
- Opteron
- Phenom II (selectie)
- Ryzen